# 梳妆楼元墓
梳妆楼元墓是一处位于中国河北省张家口市沽源县的元代古墓葬，入选第五批全国重点文物保护单位。

## DNA
据吉林大学边疆考古研究中心在2014年的研究，梳妆楼墓地之汪古部高唐王阔里吉思遗骨检测结果属单倍群Q-M242。